# Гонки по кругу
«Гонки по кругу» (англ. Across The Tracks, другое название — «По горячим следам») — кинофильм 1991 года производства США.

## Сюжет
Билли Малони возвращается домой после годичного заключения за угон машины. Билли угнал машину вместе с другом, но взял всю вину на себя. Дома его встречает брат Джо. Кроме него и матери, у Билли никого нет, однако отношения между братьями сложные. Джо необходимо выиграть школьные соревнования по бегу, чтобы попасть в колледж, поэтому он видит угрозу в возвращении брата, который может стать его главным соперником…

## В ролях
- Брэд Питт — Джо Малони
- Рик Шродер — Билл Малони
- Кэрри Снодгресс — Розмари Малони